# موزه نینتندو
موزه نینتندو (انگلیسی: Nintendo Museum)، یک موزه بازی‌های ویدیویی واقع در اوجی، کیوتو،  استان کیوتو،  ژاپن است. این شرکت متعلق به شرکت بازی‌های ویدیویی نینتندو است و محصولات متنوعی را از سراسر تاریخ این شرکت نمایش می‌دهد. این موزه در ۲ اکتبر ۲۰۲۴ افتتاح شد.